# Liechtenstein i olympiska vinterspelen 2010
Liechtenstein deltog i Olympiska spelen 2010 i Vancouver, British Columbia, Kanada.

## Alpin skidåkning
| Atlet        | Gren                | Final | Final | Final   | Final |
| Atlet        | Gren                | Åk 1  | Åk 2  | Total   | Rank  |
| ------------ | ------------------- | ----- | ----- | ------- | ----- |
| Marco Büchel | Herrarnas störtlopp |       |       | 1:54.84 | 8     |
| Marco Büchel | Herrarnas Super-G   |       |       | DNF     | -     |
| Marina Nigg  | Damernas slalom     | 53.78 | 53.05 | 1:46.83 | 22    |

- Tina Weirather - Deltog inte på grund av skadad hon ådrog sig 23 januari 2010.

## Bob
| Atlete                                                     | Gren              | Final | Final | Final | Final | Final | Final |
| Atlete                                                     | Gren              | Åk 1  | Åk 2  | Åk 3  | Åk 4  | Total | Rank  |
| ---------------------------------------------------------- | ----------------- | ----- | ----- | ----- | ----- | ----- | ----- |
| Michael Klingler Thomas Dürr                               | Herrarnas tvåman  | 56.18 | DNS   | -     | -     | -     | -     |
| Michael Klingler Jürgen Berginz Thomas Dürr Richard Wunder | Herrarnas fyraman | DNS   | -     | -     | -     | -     | -     |

- Benedikt Lampert (Reserv)